# Lokalname

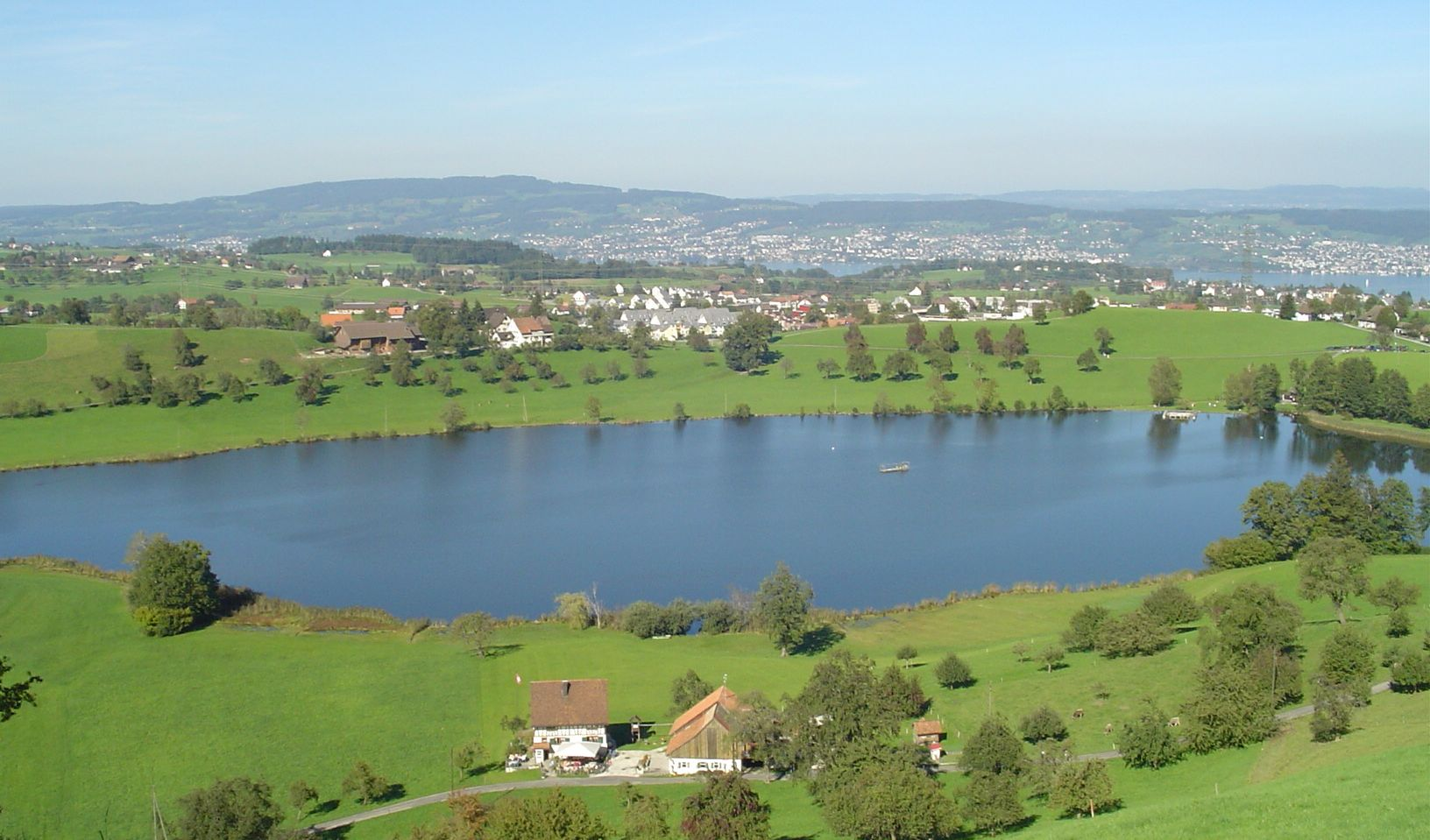
Lokalname (Flurname)
Hüttnersee, Gemeinde Wädenswil

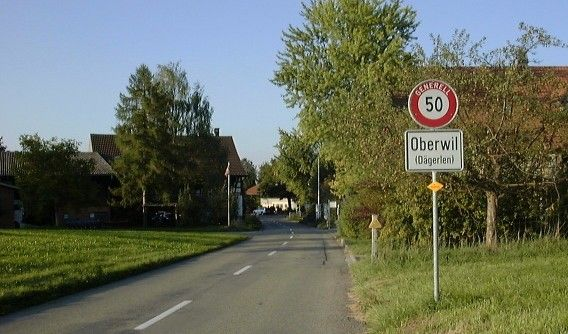
Lokalname (Ortsname, Siedlungsname) Oberwil, Gemeinde Dägerlen

Ein Lokalname (aus lateinisch localis örtlich, französisch dénominations locales) ist die namentliche Bezeichnung eines kleinen geografischen Raumes, einer Örtlichkeit oder einer bestimmten Stelle in der Landschaft.

## Definition
In der deutschsprachigen Schweiz ist ein Lokalname die namentliche Bezeichnung eines bewohnten oder unbewohnten Ortes und bildet somit einen Überbegriff über Orts- und Flurnamen. Geografische Namen der Landesvermessung und der amtlichen Vermessung werden in den Weisungen betreffend die Erhebung und Schreibweise der geografischen Namen der Landesvermessung und der amtlichen Vermessung (Weisungen 2011) offiziell als Lokalnamen bezeichnet. Lokalnamen bilden als Namen von topografischen Objekten eine eigene Klasse von geografischen Namen (zu denen auch Namen von Gemeinden, (amtlichen/postalischen) Ortschaften, Strassen und Stationen gehören). Lokalnamen werden populär Orts- und Flurnamen (französisch nom local) genannt, im weiteren Sinne auch Ortsnamen.

## Übersicht
Zu Lokalnamen gehören in der Schweiz gemäss der Verordnung über die geografischen Namen die Namen folgender topografischen Objekte:
- Siedlungen (Stadt, Dorf, Quartier, Weiler, Einzelhöfe)

Siedlungsnamen werden auch Ortsnamen (i. e. S.) genannt.
Grössere Siedlungen und Orte heissen umgangssprachlich Ortschaften, die jedoch nicht mit amtlichen Ortschaften im postalischen Sinn verwechselt werden dürfen.
- Landschaften (z. B. Fluren, Wälder, Gebiete, Täler, Alpen)
- Gewässer (z. B. Bäche, Flüsse, Seen, Weiher, Wasserfälle, Quellen)
- Gletscher
- Gelände (z. B. Berge, Hügel, Grate, Übergänge)
- Kulturelle Objekte (z. B. Burgen, Schlösser, Klöster, Kirchen, Kapellen)
- Öffentliche Bauten (z. B. Schulhäuser, Spitäler, Berghütten)
- Besondere Objekte von Verkehrsverbindungen (z. B. Brücken, Pässe, Tunnels, Flugplätze)

## Lokalnamen als Gebrauchsnamen mit kulturhistorischer Bedeutung
Viele Lokalnamen sind bereits vor langer Zeit entstanden; einzelne stammen aus der antiken Epoche. Lokalnamen wurden von den Besitzern gewählt, um ihr Eigentum zu kennzeichnen. Die Namen dienten andern Leuten zur Orientierung. Lokalnamen sowie aus Lokalnamen abgeleitete Namen wie z. B. Strassennamen benennen in der heutigen Zeit zahlreiche Örtlichkeiten und erleichtern die Verständigung und Orientierung (z. B. für Rettungsdienste, Transporte, öffentliche Einrichtungen, Planung, Umweltschutz, Forschung usw.). 
Lokalnamen spielen auf Karten als Bezeichnung von topografischen Objekten eine wichtige Rolle. Als «Zeitreise Kartenwerke» sind auf map.geo.admin.ch ab 1864 frühere Landeskarten (mit damaligen Lokalnamen) publiziert. Geografische Namen sind ein bedeutendes Kulturgut. Diverse Lokalnamen erlauben kulturgeschichtliche Rückschlüsse auf frühere Lebensgewohnheiten und die Bearbeitung des Kulturlandes. Z.B. weist der Lokalname «Kalchtharen» (heute mundartlich «Chalchtaren» geschrieben) auf das Brennen und Trocknen von Kalk hin. Bei zahlreichen Namenbestandteilen von Lokalnamen lässt sich die Herkunft erschliessen. Das Portal ortsnamen.ch stellt Resultate der schweizerischen Ortsnamenforschung der Öffentlichkeit zur Verfügung, orientiert über den Stand der Namenforschung in der Schweiz und gewährt Zugriff auf die Online-Namendatenbank.
Lokalnamen als traditionelle geografische Namen sind für das Herausbilden einer regionalen Identität wichtig. Namen weisen nicht nur auf das Bewusstsein eines sprachlichen und kulturellen Erbes hin, man braucht sie auch, um sich in der modernen technischen Welt zu orientieren und, um die Zukunft zu planen und zu gestalten.

## Benennung
Beispiele zur Formulierung von Lokalnamen:
- Landschaftsformen
  - Bodenbeschaffenheit (z. B. Steinacher, Felsen, Rötiboden)
  - Täler (z. B. Grüental, Eichtal, Neutal)
  - Geländeform (z. B. Buck, Büel am Rotweg, Schönegg)
  - Abhänge, Halden (z. B. Aahalden, Sagenrain, Obersaum)
  - Sumpf-, Moor- und Riedlandschaft z. B. (Sunft, Mosli, Rietliau)
  - Gewässer (z. B. Giessen, Krähbach, Aueren)
  - Bodenbedeckung (z. B. Eichweid, Buechhof, Gebisholz)
- Wind und Wetter (z. B. Luft, Allenwinden; Winterberg)
- Tiere (z. B. Fuchsenbüel)
- Rodungsnamen (z. B. Rüti, Stocken, Oedischwänd)
- Personen- und Familiennamen (z. B. Naglikon vom Personennamen Nagal, Wädenswil von Wadin, Erni von Erni Rusterholz)
- Kulturlandschaft
  - Ackerbau (z. B. Gerberacher, Hofacher, Wändel von Wenden des Pfluges?)
  - Wiesen, Weiden, Matten (z. B. Langwies, Kleinweid, Neumatt)
  - Lage, Gestalt oder Aufgabe von Häusern (z. B. Rothus, Grossengaden, Neugut)
  - Gewerbe (z. B. Eichmüli, Chalchtaren, Chüefer)

## Schreibung von Lokalnamen in der deutschsprachigen Schweiz

### Grundsätze zur Schreibung
Grundsätze der Verordnung über die geografischen Namen (GeoNV) über die Schreibweise von geografischen Namen, zu denen auch Lokalnamen gehören:
1. Geografische Namen sind einfach schreib- und lesbar und werden allgemein akzeptiert.
2. Sie werden, soweit möglich und sinnvoll, in Anlehnung an die Standardsprache (Schriftsprache) der Sprachregion formuliert.
3. Geografische Namen und ihre Schreibweise dürfen nur aus öffentlichem Interesse geändert werden.

Hinweise zu diesen Grundsätzen:
- Mit „Anlehnung an die Standardsprache“ wird einerseits die traditionelle, meist an der Standardsprache ausgerichtete Schreibweise verstanden und andererseits, dass die Schreibweisen von Mundartnamen sich möglichst an das Schriftbild der Standardsprache anlehnt. Der Grundsatz, Namen „soweit möglich und sinnvoll an die Standardsprache anzulehnen“, bezieht sich auf alle geografischen Namen, also z. B. auch auf Flurnamen. Wegen ihres überregionalen Gebrauchs, ihrer Bedeutung und Funktion (z. B. irrtumsfreie Verständigung oder rasche Auffindbarkeit in Verzeichnissen) lehnt sich die Schreibweise von Namen von Gemeinden und postalischen Ortschaften an die traditionelle, standardsprachlich ausgerichtete Schreibweise an. Diese Forderung richtet sich auch an Ortsnamen und bedeutende Flurnamen, aus denen Namen von Gemeinden und postalischen Ortschaften häufig abgeleitet werden.[11]
- Im Jahre 2005 wurde der Entwurf für eine mundartnähere Schreibweise der Lokalnamen in die Vernehmlassung gegeben. Dagegen opponierten viele Kartenbenützerinnen und -benützer. Seit diesem Jahr (2005) berichtet die Webseite Lokalnamen.ch[12] über diese Problematik und propagiert die Befolgung der Grundsätze der Verordnung über geografische Namen (GeoNV); so sollen insbesondere für Lokalnamen auf Landeskarten die heutige Schreibweise unverändert bleiben.[13]

### Schreibregeln
Gemäss Weisungen betreffend die Erhebung und Schreibweise der geografischen Namen der Landesvermessung und der amtlichen Vermessung (Weisungen 2011) werden Lokalnamen von lokaler Bedeutung grundsätzlich in mundartlicher Form notiert, aber wie von Kartenbenützerinnen und -benützern gefordert in einer dem gewohnten, standarddeutsch basierten Schriftbild entgegenkommenden Schreibung (gemässigte Schreibweise).

### Präpositionen
Es ist nicht immer einfach, die richtigen Präpositionen zu Lokalnamen zu finden wie z. B. am, an der (a de), auf (uf), auf dem (uf em), auf der (uf de), in der (i-der, i de), im, zu.